# Acronicta formosana
Acronicta formosana là một loài bướm đêm trong họ Noctuidae.